# Ausate
Ausate ou Auzate (em hebraico: אחזּת; romaniz.: ăḥuzzath, a -huz´ath; lit.  "possessão") cujo significado é "possessão", foi um "amigo" talvez um ministro, de Abimeleque, rei de Gerar. Ele, juntamente com Ficol, comandante do exército, acompanhou seu soberano até Bersebá para fazer um pacto com Isaque. A terminação "-ate" nos lembra de nomes próprios filisteus, como Gate, Golias (derivado de Goliath), Genubate.